# Rottenweg

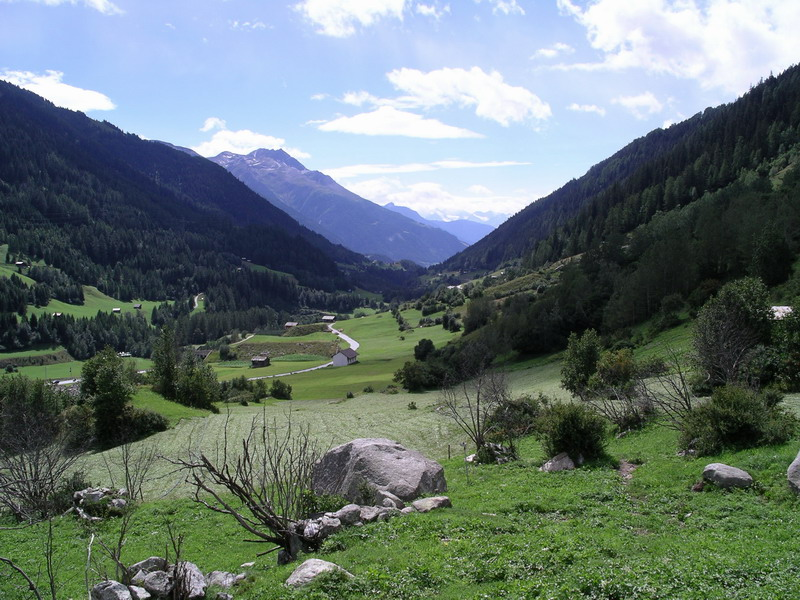
Rottenweg bei Niederwald

Der Rottenweg ist ein historischer Weg, ehemals Saumpfad, im Bezirk Goms im Schweizer Kanton Wallis. Er führt als Wanderweg von Oberwald nach Ernen. Seinen Namen hat er von der Rhone, die in ihrem Oberlauf im Wallis Rotten oder mundartlich Rottu genannt wird. Der Weg ist in einer Gehzeit von gut sechs Stunden zu bewältigen und berührt die Dörfer Oberwald, Ulrichen, Reckingen, Niederwald und Ernen.
Als Rottenweg wird auch der Teil des Radwanderwegs Rhone-Route im Goms bezeichnet, der von Oberwald über Ernen, Grengiols bis Brig führt. Mit einer Länge von 49 Kilometern und seinem geringen Höhenunterschied von 220 Metern zwischen Oberwald und Brig stellt er keine besonderen Anforderungen.